# Шејкер Черч (Вашингтон)
Шејкер Черч (енгл. Shaker Church) град је у америчкој савезној држави Вашингтон.

## Демографија
По попису из 2000. године број становника је 787.
| Група             | 2000.       | 2010.    |
| Белци             | 436 (55,4%) | 0 (0,0%) |
| Афроамериканци    | 4 (0,5%)    | 0 (0,0%) |
| Азијати           | 4 (0,5%)    | 0 (0,0%) |
| Хиспаноамериканци | 62 (7,9%)   | 0 (0,0%) |
| Укупно            | 787         | 0        |